# Racionalización de radicales
En Matemática, la racionalización de radicales es un proceso en el cual se transforma una expresión, la cual es una fracción con raíz en el denominador, a otra equivalente sin raíz en el denominador.
También se le conoce como racionalizar una fracción con raíces en el denominador, que consiste en operar para eliminar los radicales del denominador de una fracción. Para ello se multiplica el numerador y el denominador por la misma expresión del denominador que contiene la expresión radical (tan sólo dependiendo del signo, si esta, está añadiendo o sustrayendo otro factor, para que la misma no se vea afectada), de forma que al operar, se elimine la raíz del denominador. Cabe resaltar que la expresión a racionalizar puede tener la raíz con índice mayor que dos (por ejemplo, raíz cúbica), cantidad subradical puede ser un monomio, binomio, etc, y que la expresión obtenida equivalente puede o no presentar raíces en el numerador.

## Introducción
La racionalización se utilizaba para dejar los resultados más simplificados. Dejando solamente los radicales en el numerador, se consigue que , cuando se desea realizar una aproximación más exacta del resultado de la división, ésta no se tenga que comenzar de nuevo y se pueda seguir dividiendo desde el orden de aproximación que se tuviese. Actualmente, tanto con las calculadoras como con los ordenadores, los cálculos se hacen con toda la precisión que se quiera en milésimas de segundo.

## Operaciones

### Racionalización simple
Para racionalizar un monomio de este tipo, se debe multiplicar el numerador y el denominador de la fracción por la raíz del denominador cuyo radicando se eleva a la diferencia entre el índice y el exponente. En el siguiente caso:
{\displaystyle {\frac {8}{\sqrt {5}}}}
hay que multiplicar numerador y denominador por {\displaystyle {\sqrt {5}}}:
{\displaystyle {\frac {8}{\sqrt {5}}}\cdot {\frac {\sqrt {5}}{\sqrt {5}}}={\frac {8{\sqrt {5}}}{{({\sqrt {5}})}^{2}}}}
Después se despeja la raíz cuadrada del denominador ya que la cantidad subradical que es 5 elevada al cuadrado puede eliminar o despejar la raíz cuadrada:
{\displaystyle {\frac {8{\sqrt {5}}}{{({\sqrt {5}})}^{2}}}={\frac {8{\sqrt {5}}}{5}}={\frac {8}{5}}{\sqrt {5}}}
También se debe tener en cuenta todas las propiedades para poder resolver los problemas de forma más fácil.
m.t.n
Se debe tener cuidado al realizar las operaciones entre los radicales, pues si se tiene. 
{\displaystyle {\frac {8}{\sqrt {x}}}}
Al racionalizar, se debería multiplicar por 
{\displaystyle {\frac {\sqrt {x}}{\sqrt {x}}}}
y aquí existe el riesgo de "sobresimplificar", olvidando que en general {\displaystyle {\sqrt {x}}{\sqrt {x}}\neq {\sqrt {x^{2}}}}, para llegar a:
{\displaystyle {\frac {{8}{\sqrt {x}}}{\sqrt {x^{2}}}}}
que es incorrecto, pues 
{\displaystyle {\frac {{8}{\sqrt {x}}}{{\sqrt {x}}^{2}}}}
es en realidad la forma correcta.
Con un ejemplo se ve claramente que  {\displaystyle {\sqrt {x}}{\sqrt {x}}\neq {\sqrt {x^{2}}}}. Tomemos {\displaystyle x=-3}:
{\displaystyle {\sqrt {-3}}{\sqrt {-3}}={\sqrt {(-3)^{2}}}={\sqrt {9}}=3\neq -3=3i^{2}={\sqrt {(-3)}}^{2}={\sqrt {-3}}{\sqrt {-3}}}
donde hemos hecho uso de la unidad imaginaria i.

### Racionalización de binomio
Para racionalizar un binomio, se debe hacer un proceso similar al ejercicio anterior, multiplicar el numerador y denominador de la fracción por la expresión conjugada del denominador de la misma. En el siguiente ejemplo:
{\displaystyle {\frac {2}{{\sqrt {2}}+{\sqrt {3}}}}}
hay que multiplicar el numerador y el denominador por {\displaystyle {{\sqrt {2}}-{\sqrt {3}}}}; este resultado es el que da el producto notable de los binomios conjugados.
{\displaystyle {\frac {2}{{\sqrt {2}}+{\sqrt {3}}}}}  '·' {\displaystyle {\frac {{\sqrt {2}}-{\sqrt {3}}}{{\sqrt {2}}-{\sqrt {3}}}}} = {\displaystyle {\frac {2({{\sqrt {2}}-{\sqrt {3}}})}{{\sqrt {2}}^{2}-{\sqrt {3}}^{2}}}}
{\displaystyle {\frac {2({{\sqrt {2}}-{\sqrt {3}}})}{{\sqrt {2}}^{2}-{\sqrt {3}}^{2}}}} = {\displaystyle {\frac {2({{\sqrt {2}}-{\sqrt {3}}})}{{2}-{3}}}}
{\displaystyle {\frac {2({{\sqrt {2}}-{\sqrt {3}}})}{-1}}} = {\displaystyle {-2({\sqrt {2}}-{\sqrt {3}}})}
El caso general de un binomio con dos raíces cuadradas también es fácilmente resoluble:

{\displaystyle {\frac {1}{a{\sqrt {p}}+b{\sqrt {q}}}}={\frac {1}{a{\sqrt {p}}+b{\sqrt {q}}}}\cdot {\frac {b{\sqrt {q}}-a{\sqrt {p}}}{b{\sqrt {q}}-a{\sqrt {p}}}}={\frac {b{\sqrt {q}}-a{\sqrt {p}}}{b^{2}q-a^{2}p}}}

Más complicada es la racionalización de un trinomio:

{\displaystyle {\frac {1}{a{\sqrt {p}}+b{\sqrt {q}}+c}}={\frac {(b{\sqrt {q}}+c-a{\sqrt {p}})(-b^{2}q-c^{2}+a^{2}p+2bc{\sqrt {q}})}{b^{4}q^{2}-2b^{2}c^{2}q-2b^{2}qa^{2}p+c^{4}-2c^{2}a^{2}p+a^{4}p^{2}}}}

### Racionalización de monomios índices mayor que dos
Tómese el siguiente caso, ya que tenemos numeradores y denominadores fraccionados y multiplicados por índices mayores o iguales a 3.
{\displaystyle {\frac {2}{\sqrt[{5}]{8a^{3}b^{4}}}}}
Primero, todas las cantidades subradicales (si son números enteros elevados que no tienen exponente) se les debe obtener la raíz enésima.
{\displaystyle {\frac {2}{\sqrt[{5}]{8a^{3}b^{4}}}}} = {\displaystyle {\frac {2}{\sqrt[{5}]{2^{3}a^{3}b^{4}}}}}
Ahora, la cantidad que deberá ser multiplicada al numerador y denominador de la fracción sigue un procedimiento diferente a las anteriores.
Las cantidades exponenciales de los subradicales del radical para multiplicar al numerador y denominador de la fracción será el número del exponente que falta para acercarse al índice del radical. En caso de que el exponente sea mayor que el índice de la raíz, la cantidad de aquel exponente será la que falte para llegar al múltiplo más cercano de la raíz.
Para :{\displaystyle {\sqrt[{5}]{2^{3}a^{3}b^{4}}}}, es {\displaystyle {\sqrt[{5}]{2^{2}a^{2}b}}}, ya que éste es el radical que al ser multiplicado por el denominador los exponentes de las cantidades subradicales serán iguales al índice de la raíz...
Ahora, se procede a multiplicar el numerador y el denominador:
{\displaystyle {\frac {2}{\sqrt[{5}]{2^{3}a^{3}b^{4}}}}} · {\displaystyle {\frac {\sqrt[{5}]{2^{2}a^{2}b}}{\sqrt[{5}]{2^{2}a^{2}b}}}} = {\displaystyle {\frac {2{\sqrt[{5}]{2^{2}a^{2}b}}}{\sqrt[{5}]{2^{5}a^{5}b^{5}}}}}
Despejando las raíces, que son de índice 5:
{\displaystyle {\frac {2{\sqrt[{5}]{2^{2}a^{2}b}}}{\sqrt[{5}]{2^{5}a^{5}b^{5}}}}} = {\displaystyle {\frac {2{\sqrt[{5}]{4a^{2}b}}}{2ab}}}
Simplificando, se obtiene:
{\displaystyle {\frac {2{\sqrt[{5}]{4a^{2}b}}}{2ab}}} = {\displaystyle {\frac {\sqrt[{5}]{4a^{2}b}}{ab}}}

### Racionalización de binomios con radical mayor a dos
Cuando se tiene la diferencia de dos radicales de índice 3, es preciso utilizar productos notables.
{\displaystyle {\frac {1}{{\sqrt[{3}]{a}}-{\sqrt[{3}]{b}}}}}
Tomamos este producto notable.
{\displaystyle a-b=({\sqrt[{3}]{a}}-{\sqrt[{3}]{b}})} {\displaystyle [{\sqrt[{3}]{a^{2}}}+{\sqrt[{3}]{ab}}+{\sqrt[{3}]{b^{2}}}]}
Se multiplica el numerador y el denominador de la fracción por el segundo factor.
{\displaystyle {\frac {1}{{\sqrt[{3}]{a}}-{\sqrt[{3}]{b}}}}} · {\displaystyle {\frac {{\sqrt[{3}]{a^{2}}}+{\sqrt[{3}]{ab}}+{\sqrt[{3}]{b^{2}}}}{{\sqrt[{3}]{a^{2}}}+{\sqrt[{3}]{ab}}+{\sqrt[{3}]{b^{2}}}}}}
En el denominador ha quedado el producto notable. Lo cambiamos por su expresión simple y ya está.
{\displaystyle {\frac {{\sqrt[{3}]{a^{2}}}+{\sqrt[{3}]{ab}}+{\sqrt[{3}]{b^{2}}}}{{a}-{b}}}}
Si se trata de la suma de dos radicales de índice 3:
{\displaystyle {\frac {1}{{\sqrt[{3}]{a}}+{\sqrt[{3}]{b}}}}}
Hay que usar este otro producto notable.
{\displaystyle a+b=({\sqrt[{3}]{a}}+{\sqrt[{3}]{b}})} {\displaystyle [{\sqrt[{3}]{a^{2}}}-{\sqrt[{3}]{ab}}+{\sqrt[{3}]{b^{2}}}]}
Se multiplica el numerador y el denominador de la fracción por el segundo factor.
{\displaystyle {\frac {1}{{\sqrt[{3}]{a}}+{\sqrt[{3}]{b}}}}} · {\displaystyle {\frac {{\sqrt[{3}]{a^{2}}}-{\sqrt[{3}]{ab}}+{\sqrt[{3}]{b^{2}}}}{{\sqrt[{3}]{a^{2}}}-{\sqrt[{3}]{ab}}+{\sqrt[{3}]{b^{2}}}}}}
En el denominador ha quedado el producto notable. Lo cambiamos por su expresión simple y ya está.
{\displaystyle {\frac {{\sqrt[{3}]{a^{2}}}-{\sqrt[{3}]{ab}}+{\sqrt[{3}]{b^{2}}}}{{a}+{b}}}}
Para un binomio general de índice n se tiene:

{\displaystyle {\frac {1}{a{\sqrt[{n}]{p}}-b{\sqrt[{n}]{q}}}}={\frac {\sum _{k=0}^{n-1}a^{k}b^{n-1-k}{\sqrt[{n}]{p^{k}q^{n-1-k}}}}{a^{n}p-b^{n}q}}}

### Racionalización de polinomios de un radical
Para racionalizar una expresión del tipo:

{\displaystyle {\frac {1}{ar^{p/q}+br^{1/q}+c}}}

Debe recurrirse al álgebra de polinomios. Definiendo {\displaystyle x=r^{1/q}} se trata de buscar un polinomio Q tal que:

{\displaystyle {\frac {1}{ax^{p}+bx+c}}\cdot {\frac {Q(x)}{Q(x)}}={\frac {Q(x)}{D(x^{q})}}}

Es decir un polinomio tal que exista un polinomio D tal que el producto de P por Q sólo contenga potencias que sean múltiplo de q:

{\displaystyle P(x)Q(x)={\tilde {D}}(x)=D(x^{q})}

### Racionalización amplia
En el presente caso  se trata de cocientes de binomios de radicales, y en los denominadores un término es un radical de  dos niveles; por último, se trata del cuadrado de una suma de cocientes de desarrollos con radicales.
{\displaystyle \left({\frac {2+{\sqrt {3}}}{{\sqrt {2}}+{\sqrt {2+{\sqrt {3}}}}}}+{\frac {2-{\sqrt {3}}}{{\sqrt {2}}-{\sqrt {2-{\sqrt {3}}}}}}\right)^{2}=2}
{\displaystyle {\sqrt[{3}]{5{\sqrt {2}}+7}}-{\sqrt[{3}]{5{\sqrt {2}}-7}}=2}
{\displaystyle {\frac {\sqrt {2{\sqrt {3}}-{\sqrt {2}}}}{\sqrt {2{\sqrt {3}}+{\sqrt {2}}}}}=0.1(2{\sqrt {3}}-{\sqrt {2}}){\sqrt {10}}}
{\displaystyle {\frac {3}{{\sqrt[{3}]{4}}-1}}={\sqrt[{3}]{16}}+{\sqrt[{3}]{4}}+1}